# Indonésiens de Nouvelle-Calédonie
La communauté indonésienne de Nouvelle-Calédonie, dont les membres, provenant très majoritairement de l'île de Java, sont appelés généralement Javanais, est l'une des plus anciennes et des plus importantes populations d'origine asiatique de cet archipel français du Pacifique.

## Appellations locales
Les Indonésiens de Nouvelle-Calédonie sont, dans le langage courant local, désignés de diverses manières. « Javanais » est le terme le plus courant, tandis que l'expression « Kakanes » expression utilisée pour désigner un homme javanais, qui viendrait de l'indonésien kakang signifiant « aîné » ou « grand frère » mais aussi l'expression "Bayou", qui viendrait de l'indonésien Mbak Yu signifiant " aînée " ou " grande sœur ", peuvent avoir un sens neutre quoique paternaliste, voire péjoratif. Enfin, l'appellation « Niaoulis » renvoie aux membres de cette communauté natifs de Nouvelle-Calédonie.

## Histoire

### Causes de l'immigration javanaise
- [3]

#### Pression démographique et dureté de la colonisation hollandaise à Java
La Pax Neerlandica et les progrès de la médecine tropicale entraîne une transition démographique rapide sur l'île de Java à la fin du XIXe siècle : la population y atteint pratiquement les 27 millions d'habitants en 1890, un nombre plus de cinq fois supérieur aux 4,5 millions d'individus recensés en 1815 par l'administrateur colonial britannique Thomas Stamford Raffles. De ce fait, les pressions sur les ressources d'un territoire relativement exigu (132 000 km2, soit une densité de plus de 200 hab./km2) et montagneux, dont près de 40 % de la superficie est déjà mis en culture, se font de plus en plus forte. S'y ajoutent les effets du cultuurstelsel ou « système des cultures » (ou de la Tanam Paksa, signifiant « culture forcée » en indonésien) qui, bien qu'officiellement aboli en 1870, continue d'être mis en pratique jusqu'à la fin du XIXe siècle : la paysannerie javanaise est ainsi forcée pendant plus d'un demi-siècle à accorder une part croissante de ses terres et de son temps à des cultures d'exportation, comme celle de la canne à sucre, au détriment de la culture du riz, base de l'alimentation, enfonçant de nombreux villages dans la pauvreté. Ceci pousse les autorités néerlandaises à rechercher des solutions à la situation démographique et sociale de l'archipel, de nombreuses voix issus des forces progressistes aux Pays-Bas appelant à remettre en question la politique coloniale.

#### Besoin de main-d'œuvre en Nouvelle-Calédonie
En Nouvelle-Calédonie, les volontés des autorités françaises de faire de la Nouvelle-Calédonie une colonie de peuplement agro-pastorale et le développement des activités minières depuis la découverte de nickel mis au jour par Jules Garnier en 1876 doivent faire face à cruel manque de main-d'œuvre. La colonisation pénale à elle seule ne peut compenser la stagnation de la colonisation libre, tandis que les populations mélanésiennes, refoulées par le statut de l'indigénat dans des « réserves », touchées par une assez forte mortalité liée aux maladies et à l'alcool apportés par les Européens et démoralisées par l'échec de l'insurrection du grand-chef Ataï en 1878, se tiennent à l'écart de la société coloniale occidentale et de ses activités. Des initiatives individuelles et privées s'orientent vers le recrutement de travailleurs à bon marché dans la région Asie-Pacifique : les coolies indiens (malabars) et les descendants d'esclaves cafres emmenés avec eux par les migrants bourbonnais entre 1864 et 1880, les Néo-Hébridais recrutés par les colons dès 1865 ou encore les engagés sous contrat de la Société Le Nickel (SLN) d'origines chinoises (sans grand succès) en 1884, tonkinoises (Chân đăng) à partir de 1891 et japonaises à compter de 1892.
Mais la décision en 1894 du nouveau gouverneur de Nouvelle-Calédonie, Paul Feillet, de fermer le « robinet d'eau sale » que représente pour lui le bagne, va entraîner une prise en main par les pouvoirs publics coloniaux français de recrutement de travailleurs asiatiques.

### Les travailleurs javanais
Un accord est trouvé rapidement entre les autorités néerlandaises et françaises pour l'envoi de travailleurs javanais sous contrat en Nouvelle-Calédonie. Le premier contingent de 170 personnes arrive le 15 février 1896. Jusqu'en 1949, 87 bateaux affrétés vont emmener 19 510 individus par vagues successives :
- des débuts modestes, avec 1 265 arrivées entre 1896 et 1909, puis 2 283 entre 1911 et 1919, avec un roulement relativement important puisque comparativement les retours au pays d'origine concernent entre 1902 et 1919 1 507 personnes,
- deux grandes phases d'arrivée dans les années 1920 et 1930, avec d'abord 7 724 immigrants entre 1922 et 1929 et 7 744 de 1933 à 1939. Il y a entre 1921 et 1941 plus de retours en valeur absolue (6 297 personnes, ils restent faibles jusqu'en 1929), mais ceux-ci représentent une proportion légèrement plus faible de l'ensemble de la communauté javanaise désormais installée en Nouvelle-Calédonie. La communauté, du fait de ce relativement fort solde migratoire à quoi s'ajoute désormais un certain accroissement naturel (avec la naissance des premiers Indonésiens d'origine en Nouvelle-Calédonie, appelés « Niaoulis »), connaît son apogée en 1946 avec une population estimée alors à 10 000 individus.
- la fin de l'immigration et le rapatriement d'une part non négligeable de la population javanaise après la Seconde Guerre mondiale et l'indépendance de l'Indonésie reconnue, après un lourd conflit armé, en 1949 par les Pays-Bas : si le dernier convoi apportant des travailleurs n'emmène que 494 personnes en 1949, ils sont 6 658 à repartir entre 1948 et 1955. Les mouvements de population entre la Nouvelle-Calédonie et l'Indonésie après 1955, s'ils existent, vont rester infimes et surtout non planifiés en comparaison de ce qu'ils ont pu être dans la première moitié du XXe siècle. En 1955, la population d'origine javanaise en Nouvelle-Calédonie est retombée à seulement quelque 2 000 personnes.

Ces travailleurs sont essentiellement présents sur le marché du travail néo-calédonien comme employés domestiques (jardiniers et gardiens pour les hommes, femmes de ménage et nourrices pour les femmes), ouvriers agricoles (où ils fournissent la grande majorité de la main d'œuvre dans les plantations de café notamment) voire dans les activités minières (où ils sont toutefois moins présents que les Chân đăng et ne sont pas employés aux mêmes tâches : aux Indochinois l'extraction, aux Indonésiens le transport de minerai). Le type de contrat est resté globalement identique durant toute cette période : d'une durée de cinq ans et renouvelable d'un commun accord, il lie entièrement l'engagé à son employeur et limitait considérablement ses possibilités de déplacement et ses libertés individuelles, et spécifie clairement qu'à son terme l'employé dispose d'un droit acquis au rapatriement. Chaque travailleur dispose d'un livret établi par l'administration coloniale, contenant les informations essentielles à savoir sur lui : salaires, gages et avances, congés, fautes et amendes, logement, habillement, nourriture. Au bout de huit ans, ils peuvent obtenir un permis de « résidence libre » : en échange de l'abandon de leur droit au rapatriement, ils peuvent choisir de travailleur pour qui ils veulent voire, pour certains, s'installer comme métayers dans la culture du café.
Les conditions de travail sont difficiles, quoique s'étant améliorées au fil du temps : les témoignages recueillis auprès des plus âgés d'entre eux dans les années 1990 font état d'horaires et rythmes de travail éprouvants, surtout dans les mines, de sévices corporels occasionnels et d'humiliations en tout genre. Leurs salaires sont aussi parmi les plus bas en Nouvelle-Calédonie : vers 1900, ils se situent entre 9 et 12 francs par mois pour les femmes et entre 15 et 25 F pour les hommes, alors qu'un ouvrier libre gagne en moyenne à cette époque 7 F à Nouméa. Cette main-d'œuvre devient très vite appréciée des employeurs néo-calédoniens, en raison de son faible coût, mais aussi pour avoir acquis une réputation d'une population dure à la tâche, aimant le travail bien fait, ayant le sens de la discipline et de l'ordre, calme et disciplinée (voire docile), notamment du fait qu'elle n'a jamais fait grève, contrairement aux Chân đăng par exemple. Conscients de leur importance pour l'économie locale, les Javanais réussissent progressivement à négocier de meilleures conditions de travail. La présence américaine en Nouvelle-Calédonie pendant la guerre dans le Pacifique entre 1942 et 1945 va considérablement contribuer à améliorer la vie des populations d'origine indonésiennes : formés par les soldats pour servir de chauffeurs et de mécaniciens. En 1946, ils obtiennent tous la résidence libre.

### Depuis l'indépendance de l'Indonésie
Après l'indépendance de l'Indonésie, reconnue en 1949, et le départ du dernier convoi de retour en 1955, la communauté javanaise de Nouvelle-Calédonie se trouve donc réduite à environ 2 000 personnes (environ 3 % de la population totale). Si une petite partie des rapatriés décident de se réimplanter dans l'archipel français, et si une nouvelle vague d'immigration, plus modeste que les précédentes (quelques centaines) au moment du « boom du nickel » (fin des années 1960 et début des années 1970), la population néo-calédonienne d'origine javanaise reste une minorité se stabilisant autour des 5 000 habitants de la fin des années 1970 jusqu'à aujourd'hui :
– 1976 : 5 111 personnes (3,8 % de la population totale) ;
– 1983 : 5 319 individus (3,7 %) ;
– 1989 : 5 191 habitants (3,2 %) ;
– 1996 : 5 003 résidents (2,5 %).
Désormais tous résidents libres depuis 1946, ils ne sont plus liés par le système des contrats d'engagement. Beaucoup restent présents dans la culture du café (qui a toutefois beaucoup souffert du départ massif de la grande majorité des Indonésiens) en « Brousse », devenant métayers pour certains grands propriétaires ou même petits exploitants indépendants. À Nouméa et sa banlieue, à leurs emplois traditionnels depuis la fin du XIXe siècle (ouvriers de la SLN, travaux domestiques) s'ajoutent ceux obtenus grâce à leur expérience acquise en tant que chauffeurs ou mécaniciens auprès des soldats américains durant la guerre : ils investissent ainsi beaucoup les secteurs des transports (petites entreprises familiales de roulage assurant le transport de nickel des mines aux ports, par exemple) et des ateliers de réparation. En revanche, contrairement aux autres populations d'origines asiatiques (surtout les Vietnamiens), les Indonésiens de Nouvelle-Calédonie s'engagent très peu dans les activités commerciales. À partir des années 1980, leur nombre augmente de plus dans la fonction publique, notamment dans l'éducation et la santé.
Cette communauté va également être marquée par un très fort soin d'intégration, avec une vague de naturalisation française dans les années 1960 (au recensement de 2009, 3 738 de ceux se reconnaissant comme d'origine indonésienne sont de nationalité française, soit 89 % d'entre eux), l'abandon progressif de l'apprentissage du javanais (et encore plus de l'indonésien) au sein des individus de deuxième et de troisième génération au profit du français (entraînant des problèmes de communication au sein des familles, beaucoup des Javanais de première génération parlant très mal la langue véhiculaire locale) voire la francisation de certains noms. Certaines familles, notamment en « Brousse », s'assimilent de plus en plus, par métissage, mais aussi par leurs modes de vie et d'expression de la langue par exemple, aux populations dites « caldoches » (nom donné aux descendants d'Européens présents dans l'archipel depuis plusieurs générations) : peuvent ainsi être cités dans ce cas les patronymes de Bouan, Kromodimedjo, Kromopawiro, Kromosentono, Partodikromo, Soero, Soerodikromo, Sowikromo, Salikan ou Todikromo. La montée de la revendication identitaire, foncière et politique des Kanak et la période dite des « événements » qui voit s'affronter violemment partisans et opposants de l'indépendance entre 1984 et 1988 vont beaucoup affecter les populations indonésiennes de « Brousse », surtout dans les communes de la côte est devenues des bastions indépendantistes mélanésiens (Thio, Canala, Hienghène), qui sont évacués massivement à cette époque par les autorités vers le Grand Nouméa. Il en résulte un engagement assez fort de la communauté au sein du camp anti-indépendantiste (tout particulièrement le Rassemblement pour la Calédonie dans la République, ou RPCR), même si très peu de Javanais d'origine restent présents sur la scène politique locale, et l'apparition des premières associations et actions visant à défendre et développer le sentiment d'appartenance et l'identité culturelle indonésienne, culminant avec les célébrations du « Centenaire » en 1996.

## Démographie
Les personnes se reconnaissant comme « indonésiennes » représentaient 3 985 individus et 1,62 % des Néo-calédoniens en 2009 (un chiffre nettement inférieur à celui des précédents recensements, car celui de 2009 offrait pour la première fois la possibilité de choisir deux autres réponses dans lesquelles ont pu se retrouver certains descendants de Javanais, notamment parmi les jeunes générations : les métis ou les « autres » se présentant comme « Calédoniens »). Il s'agit de la plus importante communauté asiatique de cet archipel, devant les Vietnamiens d'origine. Ils sont fortement concentrés dans le Grand Nouméa (3 364 personnes, soit plus de 95 % de la communauté indonésienne et 2,05 % de la population totale de l'agglomération) et notamment dans les trois communes de banlieue (1 786 individus et 2,7 % des résidents du Grand Nouméa hors de la ville-centre). La population indonésienne est légèrement plus âgée que la moyenne locale et que la plupart des autres groupes : les moins de 20 ans représentaient en 2009 15,3 % de cette communauté (contre 34,4 % pour l'ensemble de la population néo-calédonienne), soit légèrement plus que les plus de 65 ans (13,8 %, par rapport aux 7,4 % que cette classe d'âge représente en général parmi les habitants de l'archipel) ou que les 55-65 ans (13,6 %). Un quart d'entre eux environ ont entre 20 et 40 ans (26,6 %), un peu moins d'un tiers entre 40 et 55 ans (30,7 %).
| Hommes | Classe d’âge | Femmes |
| ------ | ------------ | ------ |
| 1,21   | 90 et plus   | 0,96   |
| 1,99   | 80-89        | 1,78   |
| 5,09   | 70-79        | 7,55   |
| 11,02  | 60-69        | 9,48   |
| 17,21  | 50-59        | 15,1   |
| 21,3   | 40-49        | 23,47  |
| 17,05  | 30-39        | 16,16  |
| 9,23   | 20-29        | 10,68  |
| 9,76   | 10-19        | 9,04   |
| 6,14   | 0-9          | 5,77   |

### Culture

Stèle commémorative du centenaire de l'arrivée des premiers Indonésiens en Nouvelle-Calédonie, inaugurée le 16 février 1996, dans le quartier de l'Orphelinat à Nouméa.

Une Association indonésienne de Nouvelle-Calédonie (AINC) a été créée en 1984 pour maintenir des liens de solidarité et des pratiques culturelles au sein de cette population. Elle gère depuis sa fondation le Foyer indonésien, inauguré en 1975 et situé dans le quartier de Robinson au Mont-Dore, dans la banlieue de Nouméa. Celui-ci offre plusieurs cours d'initiation à la culture javanaise : de langue et danse, ainsi que des manifestations ou spectacles propre à la communauté (notamment pour la journée de la présence indonésienne en Nouvelle-Calédonie chaque 16 février ou pour la fête de l'indépendance de l'Indonésie couplée à la journée des enfants indonésiens tous les 17 août). À l'occasion des festivités du centenaire de l'arrivée des premiers Indonésiens en Nouvelle-Calédonie, le 16 février 1996, une stèle commémorative de cet évènement a été inaugurée dans le quartier de l'Orphelinat à Nouméa. Le consulat général d'Indonésie, installé dans ce même quartier dès 1951, est un autre lieu de rassemblement culturel pour la communauté.
Plusieurs pratiques culturelles javanaises ont été reprises par l'ensemble de la population néo-calédonienne. Par exemple, sur le plan culinaire, le bakmi (prononcé et généralement écrit localement « bami ») est devenu l'un des plats les plus répandus de l'archipel, toutes communautés confondues. Dans le parler calédonien, quelques mots d'origines indonésiennes ou javanaises se retrouvent : « cacane » (parfois péjoratif, de l'indonésien kakang signifiant « grand frère », « aîné »). Des expressions des plus anciens indonésiens, maîtrisant souvent mal le français, se retrouvent également : « Jamais fini cassé ! » désignant quelque chose de bonne qualité et de solide (popularisée par une publicité pour chauffe-eau solaire dans les années 1990), « mas » ou « masse » utilisé comme équivalent de « monsieur » pour s'adresser aux Indonésiens âgés.
Sur le plan religieux, les descendants de Javanais sont majoritairement musulmans sunnites, avec toutefois une pratique très relâchée et proche de ce que l'anthropologue Clifford Geertz appelle les abangan (dont la religion musulmane est teintée de croyances et pratiques mystiques préislamiques). L'Association des Musulmans de Nouvelle-Calédonie dénombre ainsi 3 000 croyants, à 80 % des Indonésiens, dont 200 à 300 pratiquants. Cette communauté acquiert en 1978 une villa de style coloniale à la Vallée des Colons, à l'est du centre-ville de Nouméa, et la transforme en salle de prière avant de faire construire sur le terrain, en 1986, le Centre islamique de Nouméa. Il comporte une salle de prière, une bibliothèque, deux classes, deux salles d’eau, une salle pour les repas, et trois studios. Outre des cours religieux ou d'arabe, la consultation de la bibliothèque ou les prières, le Centre islamique organise les manifestations des fêtes du calendrier islamique, même si certains événements ont également lieu au consulat général d'Indonésie, comme les tarawih au moment du Ramadan.

## Personnalités néo-calédoniennes d'origine indonésienne

### Personnalités politiques
- Jean-Claude Briault, membre du RPCR (rebaptisé ensuite Rassemblement-UMP puis Rassemblement-LR) depuis sa création en 1977, conseiller territorial puis élu au Congrès de 1984 à 2004 ainsi qu'au Conseil de la Région Sud puis de la Province Sud de 1985 à 2004, membre du gouvernement de la Nouvelle-Calédonie de 2004 à 2014, conseiller municipal de Nouméa depuis 2008 (.
- Any Siban, élue RPCR à l'Assemblée de la Province Sud de 1999 à 2004.
- Corine Voisin, membre de l'Avenir ensemble de 2004 à 2008 puis de Calédonie ensemble depuis sa création en 2008, maire de La Foa depuis 2008, élue à l'Assemblée de la Province Sud depuis 2004 et au Congrès depuis 2006.
- Rusmaeni Sanmohamat, membre du Rassemblement-UMP, élue au Congrès et à l'Assemblée de la Province Sud de 2009 à 2019, conseillère municipale du Mont-Dore depuis 2001, ancienne présidente de l'Association indonésienne de 2003 à 2007.

### Sportifs
- Steeve Kromodimedjo, surnommé la « Guêpe de Népoui », champion de moto-cross.

### Écrivains
- Marc Bouan, auteur de L'écharpe et le kriss.

### Peintres
- Johannes Wahono.

### Acteurs
- Nicolas Brioudes, acteur principal du film Loup de Nicolas Vanier (2009).